# Viking Hills
Die Viking Hills sind ein Gebirgszug niedriger Hügel im ostantarktischen Viktorialand. Die von Felsvorsprüngen aus rötlichem Granit und schokoladenbraunem Dolerit gekennzeichneten Hügel ragen zwischen dem Flagship Mountain und dem Mount Davidson in der Convoy Range auf.
Das Gebirge wurde von Teilnehmern einer von 1976 bis 1977 dauernden Kampagne im Rahmen der neuseeländischen Victoria University’s Antarctic Expeditions kartiert und geologisch untersucht. Die Benennung erfolgte in Anlehnung an diejenige der Mars Hills und aufgrund ihrer Ähnlichkeit mit den rötlichen Felsformationen, die auf Aufnahmen der Marssonden Viking I und II zwischen Juli und September 1976 zu erkennen sind.